# Marossolymos
Marossolymos (románul: Șoimuș, németül: Scholmosch) falu Romániában, Hunyad megyében.

## Fekvése
Dévától 5 km-re északnyugatra, a Maros jobb partján fekszik.

## Története
1278-ban említették először. Nevét a dévai vár itt élő solymászairól kaphatta. 1427-ben oppidum, vámmal és sóraktárral. 1440-ben Hunyadi János és testvére adományul kapta II. Ulászló királytól. 1453-ban Déva várának uradalmához tartozott. 1465-ben Nádasdi Ungor Jánosé volt, majd Szobi Mihály tulajdonába került. 1528-tól az 1580-as évek elejéig a szerb származású Cserepovics család, majd 1610-ig a Zalasdi család birtokolta.  A 17. századtól legnagyobb birtokosa a Barcsay család. 1730-ban a Barcsayakon kívül a Bethlen, a Szentmihályi, a Zalányi és a Nopcsa családnak is volt benne udvarháza. Református egyháza egy 1634-ben írott feljegyzés szerint korábban anyaegyház, a 17. században csak filia volt, de a század folyamán a Barcsay, a Zeyk, a Naláczi, a Brádi, a Vadas és az agyagfalvi Goró nemesi családok ismét saját papot tartottak fenn. 1784-ben a felkelők feldúlták nemesi kúriáit, tönkretették a református templomot és megölték a papot. A templomot ezután Barcsay Ábrahámné Bethlen Zsuzsanna állíttatta helyre. 1818-ban járási székhely volt.
Közelében Asztalos Sándor honvédei 1848. november 16-án szétverték a román parasztfelkelők egyik táborát.
Református egyháza 1888-ig volt anyaegyház. A két világháború között a hívek elapadása miatt megszűnt, templomának harangját Málnásfürdőre szállították. Határának legnagyobb birtokosai 1910-ben az államkincstár, a Lugoșana bank, valamint Kompolty Aladár és társa voltak.
A Maros hídját először 1890-ben építették föl fából, majd ezt 1908-ban vashídra cserélték. 1920 körül kivált belőle Balátatelep.

## Lakossága
- 1850-ben 935 lakosából 797 volt román, 60 cigány, 56 magyar és 18 német nemzetiségű; 855 ortodox, 44 református és 32 római katolikus vallású.
- 1910-ben 1290 lakosából 1095 volt román és 156 magyar anyanyelvű; 1120 ortodox, 104 római katolikus, 44 református és 15 zsidó vallású.
- 2002-ben 1177 lakosából 1115 volt román és 44 magyar nemzetiségű; 1101 ortodox, 36 római katolikus és 13 református vallású.

## Látnivalók
- 1705-ben épült ortodox fatemplom. Oltárának egyik tartóköve a miciai római táborból való.

## Híres emberek
- 1794 után itteni birtokán élt Barcsay Ábrahám költő.
- 1816-ban Kazinczy Ferenc itt látogatta meg Barcsay Ábrahámnét.
- Itt született 1839-ben Barcsay Kálmán főispán.
- Itt született 1865-ben Goró Lajos könyvillusztrátor.